# Pteromalus marellii
Pteromalus marellii är en stekelart som beskrevs av De Santis 1998. Pteromalus marellii ingår i släktet Pteromalus och familjen puppglanssteklar. Inga underarter finns listade i Catalogue of Life.